# Royal Naval Annuitant Society

Rules and regulations of the Royal Naval Annuitant Society, 1830 (Fondazione Mansutti, Milano).

La Royal Naval Annuitant Society è stata una compagnia di assicurazione britannica, con sede a Plymouth.
La società ottenne nel 1823 la licenza di operare con il patronato del Duca di Clarence, costituendo una compagnia per il soccorso degli ufficiali della Marina, unici ammessi come soci, comprese le loro vedove e le famiglie in cattive condizioni economiche. L'unico esempio passato era la Royal Naval Benevolent Society, che tuttavia divenne operativa solo nel 1838.